# Kockumvillan
Kockumvillan, ibland även kallat Kockumska huset, är en märkesbyggnad i Ronneby. Den uppfördes av Erik Kockum i samband med, att han övertog positionen som chef för Kockums Jernverks AB i Kallinge. Den nya villan ritades av arkitekten Herbert Kockum, som var en släkting till Erik Kockum, och placerades 1926 på en tomt i den dåvarande utkanten av staden Ronneby. Villan ingår i ett sammanhang med flera representativa byggnader längs med Esplanaden och tillsammans med dåvarande Folkskola, Prinshuset, gamla Tingshuset samt tidigare regementsbyggnader vid Blekinge bataljon utmed samma gata. 
Villan uppfördes i nyklassicistisk stil med putsad fasad och flera stiltypiska detaljer såsom flackt sadeltak utan takkupor, kolonner, balustrader och en takfot med så kallade tandsnitt. Byggnaden genomgick sin första större förändring år 1964 då byggnadens tidigare loggia byggdes in och att garage samt förråd utökades. Byggnaden köptes år 1971 ar Ronneby kommun och övergick då från, att vara bostadshus, till en offentlig byggnad.

## Kulturhistoriskt värdefull byggnad
Ronneby kommun har sedan 2015 arbetat med planläggning av kvarteret Leoparden där Kockumvillan ligger och har i samband med detta arbete konstaterat att byggnad har ett kulturhistoriskt värde. 
Kommunens förslag är att skydda kulturmiljön runt byggnaden och byggnadens många oförvanskade detaljer, samtidigt som en viss förtätning tillåts av kvarterets bebyggelse. 
Kommunen har genom arbetet bland annat konstaterat, att byggnaden har värdefulla takmålningar, som avses att skyddas genom den nya detaljplanen för kvarteret.

### Digitala källor
- Ronneby kommuns arbete med ny detaljplan för kv. Leoparden.
- Riksantikvarieämbetet om Kockumvillan 1921–1926
- Riksantikvarieämbetet om Kockumvillan 1950
- Blekinge läns tidning om Kockumvillan